# 赤木五郎
赤木 五郎（あかぎ ごろう、1909年 <明治42年> 7月7日 - 1999年 <平成11年> 8月11日）は、医学博士、眼科医師であり、教育者でもある。戦後、広島県立医科大学（現・広島大学医学部）の眼科の初代教授を務めた後、岡山大学第５代学長、川崎医科大学初代学長、岡山県立短期大学（現・岡山県立大学）学長を勤めた。位階は正四位。岡山県高梁市出身。

## 経歴

### 生い立ち
1927年（昭和2年）旧制高梁中学校（現・岡山県立高梁高校）卒業、1931年第六高等学校卒業を経て、岡山医科大学に入学、1935年（昭和10年）に岡山医科大学卒業した。卒業後嘱託として同大眼科教室副手として勤務する。1938年（昭和13年）青森県立病院眼科部長として赴任。同年医学博士となる。1940年に岡山市民病院眼科医長となり、併せて岡山医科大学付属臨時医学専門学校講師を嘱託される。1942年、岡山医科大学講師を嘱託される。翌年満州国立佳木斯医科大学教授となるが終戦により帰国。

### 戦後
1947年（昭和22年）広島県立医学専門学校教授、翌年、広島県立医科大学（現・広島大学医学部）初代教授となった。1951年岡山医科大学医学部教授を経て、1954年（昭和29年）岡山大学医学部教授に配置換えとなる。1961年（昭和36年）岡山大学医学部付属病院長、1964年に同大第五代学長となった。学園紛争の波にもまれ２期目途中で学長を辞任した。学園紛争の最も激しい時期に岡山大学長を務める一方、学科増設や法文学部第2部設置に尽力した。退官後は、1970年（昭和45年）川崎医科大学の初代学長、1974年（昭和49年）岡山県立短期大学学長などを歴任し、1989年（平成元年）専門学校・ワールド・オプチカル・カレッジ校長に就任した。
眼科の医学者としてトラコ－マ緑内障の研究に打ち込み、岡山県眼球銀行（現･岡山県アイバンク）設立に貢献。岡山大学アイバンク登録の第１号で、1964年（昭和39年）親交のあった故三木行治岡山県知事の角膜を自らの手で二人の若い女性に移植した。1971年には、岡山対ガン協会（現･日本対ガン協会岡山県支部）会長に就任。20年間にわたりガン検診体制の確立やガン知識の普及を行った。
1980年（昭和55年）勲二等瑞宝章、1981年三木記念賞、1982年山陽新聞賞、1989年（平成元年）日本眼科学会賞を受賞した。
「病気を治すより病人を治せ」が口癖であった。岡山県社会福祉協議会々長の他30ほどの役職についていた。1999年（平成11年）8月岡山市円山（まるやま）の自宅で没、90歳。死没日付をもって正四位に叙された。